# Manoir de la Frazelière
Le manoir de la Frazelière (anciennement manoir de la Petite-Rabière) est un manoir situé à Joué-lès-Tours (Indre-et-Loire) et inscrit aux monuments historiques le 6 mars 1947.

## Histoire
Le manoir s'appelle alors manoir de la Petite-Rabière.
En 1903, il est acheté par Georges Millet et sa femme Lucie qui lui donnent le nom de "Frazelière", en mémoire de la place Frézeau de la Frézellière, à Monts-sur-Guesnes (dans la vienne) dont François Millet-Pichot a été Maire de 1888 à 1926 puis suivi de son fils, Georges Millet de 1926 à 1928.
Leur fille, Germaine Millet, épouse Eric Scheffer et s'installent dans le manoir juste après la 2nde guerre mondiale. 
Le Manoir de la Frazelière sera inscrit aux monuments historiques dès mars 1947. Aujourd'hui il fait partie des sites remarquables de Joué-Lès-Tours et accueil chaque année les visiteurs lors du "Parcours du Patrimoine Jocondien", organisé par la Mairie de Joué-Lès-Tours à l'occasion des Journées Européennes du Patrimoine en septembre.
Au XVIIe siècle, le manoir est construit pour Pierre de Toulieu, médecin à Tours.